# Altneuland
A Velha Nova Terra (em alemão: Altneuland; em hebraico: תֵּל־אָבִיב Tel Aviv, “Tel da Primavera”; em iídiche: אַלטנײַלאַנד) é um romance utópico publicado em alemão por Theodor Herzl, o fundador do sionismo político, em 1902. Foi publicado seis anos depois do panfleto político de Herzl, O Estado Judeu (Der Judenstaat) e expandiu a visão de Herzl para um retorno judeu à Terra de Israel, o que ajudou Altneuland a se tornar um dos textos fundadores do sionismo. Foi traduzido para o iídiche por Israel Isidor Elyashev (Altnailand, Varsóvia, 1902), e para o hebraico por Nahum Sokolow como Tel Aviv (também Varsóvia, 1902), nome que foi adotado para a cidade recém-fundada.

## Enredo
O romance conta a história de Friedrich Löwenberg, um jovem intelectual judeu vienense que, cansado da decadência europeia, junta-se a um aristocrata prussiano americanizado chamado Kingscourt e parte para uma aposentadoria em uma ilha remota do Pacífico (referida como parte das Ilhas Cook, perto de Rarotonga) em 1902. Parando em Jafa a caminho do Pacífico, eles descobrem que a Palestina é uma terra atrasada, pobre e escassamente povoada, como pareceu a Herzl em sua visita em 1898.

## Temas principais
O romance de Herzl descreve sua visão para a realização da emancipação nacional judaica, conforme apresentada em seu livro O Estado Judeu (1896). Ideológico e utópico, apresenta uma sociedade exemplar que deveria adotar um modelo social liberal e igualitário, assemelhando-se a uma sociedade moderna baseada no estado de bem-estar social. Herzl chamou seu modelo de "Mutualismo", que se baseia em uma economia mista, com propriedade pública da terra e dos recursos naturais, cooperativas agrícolas, assistência social, ao mesmo tempo em que incentiva o empreendedorismo privado. Autêntico modernista, Herzl rejeitou o sistema de classes europeu, mas permaneceu fiel à herança cultural da Europa.
Em vez de imaginar que os judeus de Altneuland falassem majoritariamente o hebraico, no livro a sociedade é multilíngue. Embora a questão da língua não seja discutida em detalhes, aparentemente o iídiche é sua principal língua vernácula e o alemão a principal língua escrita. Costumes europeus, como ir à ópera e assistir ao teatro, são reproduzidos. Jerusalém é a capital, com a sede do parlamento ("Congresso") e da Academia Judaica, mas o centro industrial do país é a moderna cidade de Haifa.
Herzl viu o potencial da Baía de Haifa para a construção de um porto moderno de águas profundas. Conforme imaginado por Herzl, "todo o caminho de Acco até o Monte Carmelo estendia-se pelo que parecia ser um grande parque".
A representação de Jerusalém feita por Herzl incluiu um Templo de Jerusalém reconstruído. No entanto, em sua opinião, o Templo não precisava ser construído no exato local onde ficava o antigo Templo e agora ocupado por locais sagrados muito sensíveis para os muçulmanos (a Mesquita de Al-Aqsa e o Domo da Rocha). Ao situar o Templo em um local diferente de Jerusalém, o estado judeu idealizado por Herzl evita a tensão extrema sobre essa questão vivenciada na Israel atual. Além disso, a adoração no Templo idealizado por Herzl não mais envolve o sacrifício de animais, a principal forma de adoração no antigo Templo de Jerusalém. Na verdade, o Templo retratado em Altneuland é basicamente uma sinagoga muito grande e ornamentada, que realiza o mesmo tipo de serviços que qualquer outra sinagoga.
O país imaginado no livro não está envolvido em nenhuma guerra e não mantém nenhuma força armada. Conforme explicado no livro, seus fundadores tiveram o cuidado de obter o consentimento de todas as potências europeias para seu empreendimento e não se envolveram em nenhuma rivalidade entre potências. Quanto aos habitantes árabes do país, o único personagem árabe do livro, Rashid Bey, explica que os árabes não viam razão para se opor ao fluxo de judeus, que "desenvolveram o país e elevaram o padrão de vida de todos".
Conforme observado em um longo flashback, uma empresa sionista chamada "A Nova Sociedade para a Colonização da Palestina" conseguiu obter "direitos autônomos sobre as regiões que deveria colonizar" em troca do pagamento ao governo turco de £ 2.000.000 de libras esterlinas em dinheiro, mais £ 50.000 por ano e um quarto de seus lucros líquidos anuais. Em teoria, "a soberania final" permanecia "reservada ao sultão"; na prática, porém, toda a descrição detalhada dada no livro não menciona nem mesmo o menor vestígio de uma administração otomana ou de qualquer influência otomana na vida do país.
A extensão territorial da Nova Velha Terra imaginada é claramente muito maior do que a do atual Israel, mesmo incluindo suas conquistas de 1967. Tiro e Sídon, no atual Líbano, estão entre suas cidades portuárias. Quneitra — na verdade, no extremo das Colinas de Golã, que Israel capturou em 1967 e devolveu à Síria em 1973 — era, na visão de Herzl, uma estação ferroviária próspera que se estendia muito mais para o leste, evidentemente controlada pela "Nova Sociedade". Em outra referência são mencionadas "as cidades ao longo da ferrovia até o Eufrates - Damasco e Tadmor " (esta última uma Palmira reconstruída).
Tendo obtido a concessão geral do governo otomano, "A Nova Sociedade" decidiu comprar a terra de seus proprietários privados. Conforme descrito no livro, a quantia de £ 2.000.000 foi reservada para pagar os proprietários de terras. Um único agente viajou pela terra e em poucos meses garantiu à "Nova Sociedade" a propriedade de praticamente toda a sua área de terra, evidentemente sem encontrar oposição e sem relutância em vender.
A tribo perdida de Dã aparece no final do livro, quando o protagonista Friedrich Löwenberg e seu amigo Reschid Bey descobrem um grupo de descendentes da antiga tribo de Dã, vivendo isoladas em uma ilha remota no Mar Vermelho. O significado deste episódio está em sua representação metafórica da renovação do povo judeu, enfatizando a importância de preservar e desenvolver seu rico legado histórico. A descoberta da tribo perdida ressalta a crença de Herzl na importância da autodeterminação judaica e na necessidade de um estado judeu na Palestina, baseado em uma conexão profunda e duradoura com a história e a cultura judaicas. No geral, o episódio com a tribo perdida de Dã serve como um poderoso símbolo da identidade judaica e da força duradoura do povo judeu.

## Contexto histórico
O romance foi significativo no estabelecimento das ideias sionistas, pois foi publicado no período da Primeira Aliá. Altneuland também reflete a crença de Herzl na importância da tecnologia e do progresso. O estado judeu no romance é uma sociedade altamente avançada, onde a inovação científica e tecnológica é celebrada e valorizada. Isto reflete a crença de Herzl de que o povo judeu precisava abraçar a modernidade para ter sucesso no mundo moderno. Além disso, Altneuland também destaca o compromisso de Herzl com a igualdade social e a ideia de uma sociedade judaica multicultural. O romance retrata um estado judeu onde judeus e árabes vivem juntos em harmonia, refletindo a crença de Herzl na importância da coexistência e do respeito mútuo entre diferentes comunidades.
Altneuland, na época da ascensão do sionismo como movimento político no final do século XIX e início do século XX, viu o surgimento de uma nova forma de nacionalismo judaico que buscava estabelecer um estado judeu na Palestina começar a prevalecer. O movimento sionista foi alimentado por uma série de fatores: a ascensão agressiva do antissemitismo na Europa, o sentimento unificador de identidade e solidariedade judaica que se seguiu e o desejo de uma pátria onde os judeus pudessem viver livres de perseguição e não serem uma minoria em sua sociedade inspiraram uma nova onda de sionismo liderada por indivíduos como Theodor Hertzl.
O romance refletiu diretamente a filosofia política de Herzl, representada por meio de uma nova forma: a literatura. O romance apresentou um estado judeu moderno, democrático e multicultural, o que representava um afastamento da identidade religiosa e cultural tradicional do povo judeu. Herzl enfatizou a importância da autodeterminação judaica e a necessidade de um estado judeu para garantir a segurança do povo judeu. Herzl acreditava que a comunidade judaica era uma nação e precisava de um estado próprio para sobreviver no mundo moderno. Esta ideia tornou-se um pilar do sionismo e foi mais tarde fundamental na necessidade do estabelecimento do Estado de Israel.

## Legado

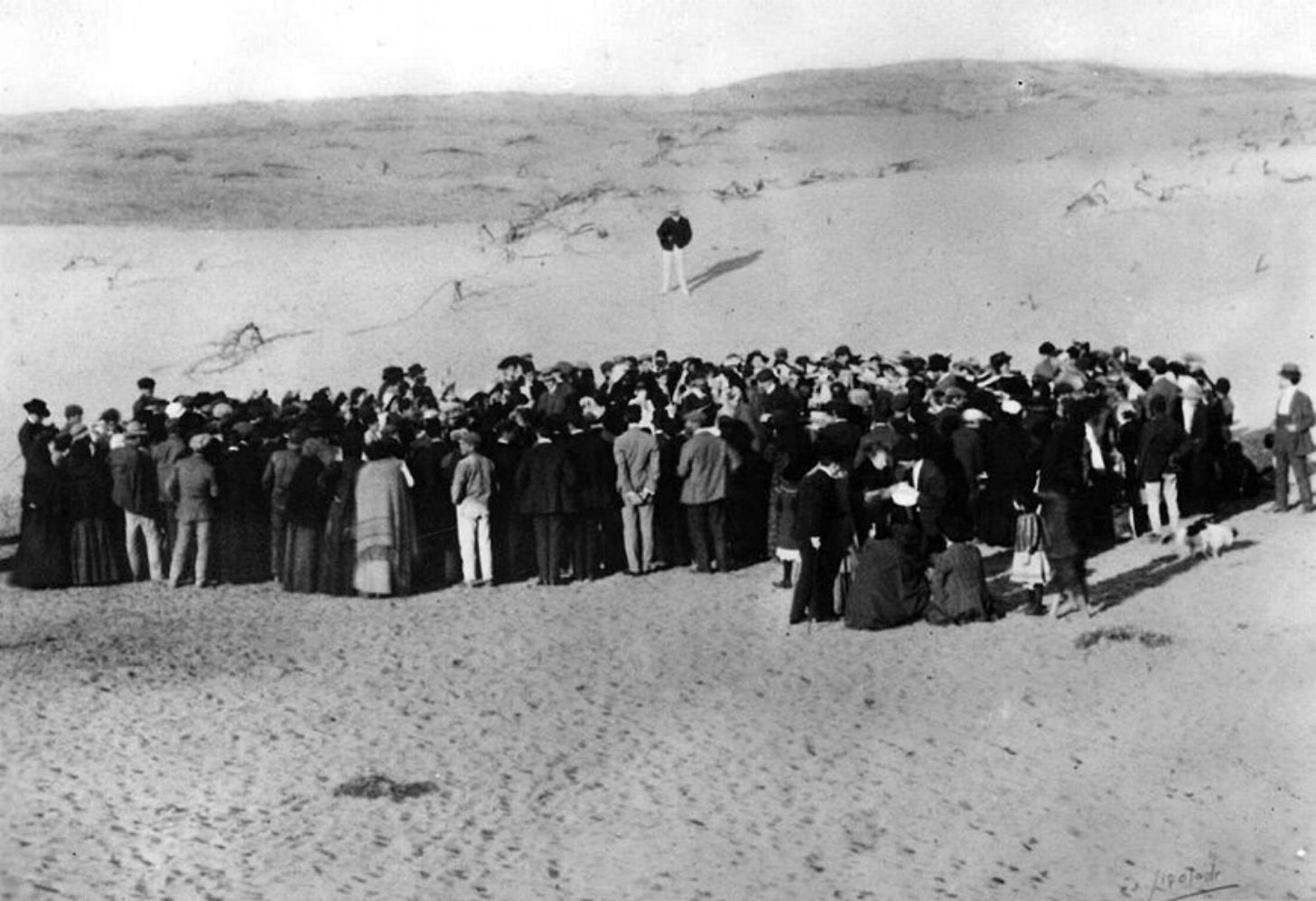
Tel Aviv foi fundada em terras compradas de beduínos, ao norte da atual cidade de Jafa. Esta fotografia é do leilão dos primeiros lotes de 1909.

O livro foi imediatamente traduzido para o hebraico por Nahum Sokolow, que lhe deu o título poético "Tel Aviv", usando tel ('monte antigo') para 'antigo' e aviv ('primavera') para 'novo'.  O nome como tal aparece no Livro de Ezequiel, onde é usado para um lugar na Babilônia para onde os israelitas foram exilados ( Ezekiel 3:15: ). O título hebraico do livro foi escolhido por moradores judeus como o nome para os doze acres de dunas de areia recém-adquiridos, ao norte de Jafa, estabelecidos em 1909 sob o nome da empresa "Sociedade Ahuzat Bayit (lit. "propriedade rural")" e com a assistência financeira do Fundo Nacional Judaico. A cidade foi originalmente chamada de Ahuzat Bayit. Em 21 de maio de 1910, o nome Tel Aviv foi adotado. Com o tempo, Tel Aviv se tornaria conhecida como "a primeira cidade hebraica [moderna]" e um centro econômico e cultural de Israel.
Além disso, a primeira edição em hebraico da biografia de Herzl, escrita depois de 1948 e publicada por Alex Bein em 1960, refletiu mudanças históricas de ponto de vista baseadas no resumo de Altneuland. Nele, o esboço do livro era significativamente mais curto do que o da cópia de 1938 publicada anteriormente. O resumo encurtado não incluía detalhes da interação entre a Altneuland Palestina de Herzl e o império otomano dominante. No entanto, é importante notar que muitas outras referências à Altneuland Palestina de Herzl após o estabelecimento de um estado judeu também não incluem essa informação.
O amigo de Herzl, Felix Salten, visitou a Palestina em 1924 e viu como o sonho de Herzl estava se tornando realidade. No ano seguinte, Salten deu ao seu livro de viagens o título Neue Menschen auf alter Erde (“Novas Pessoas em Solo Velho”), e tanto o título deste livro como o seu conteúdo fazem alusão à Altneuland de Herzl.

Primeira edição hebraica do livro, impressa em 1902
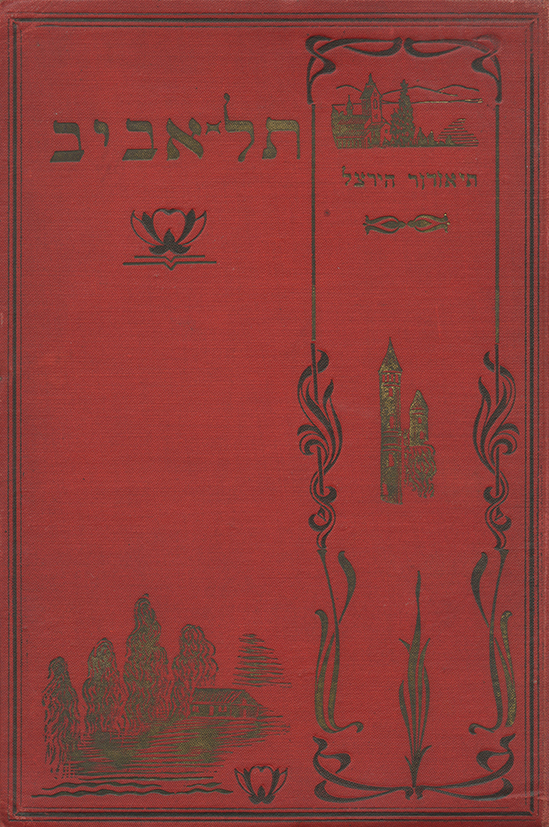
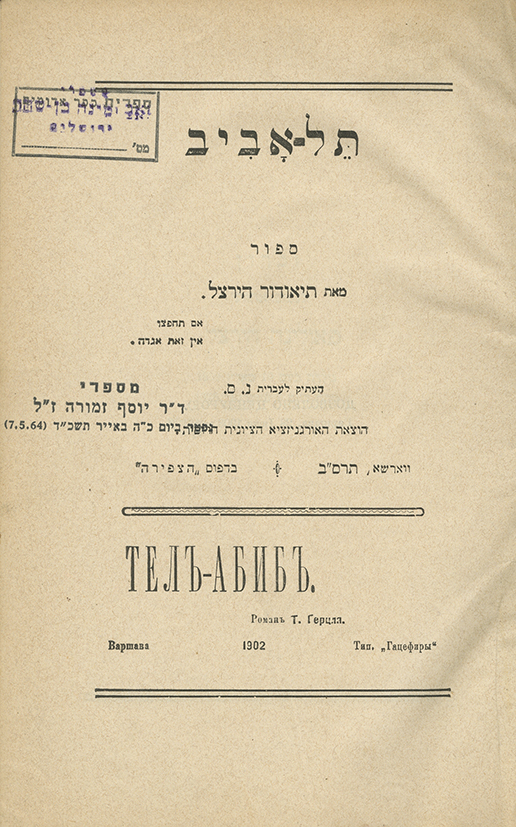
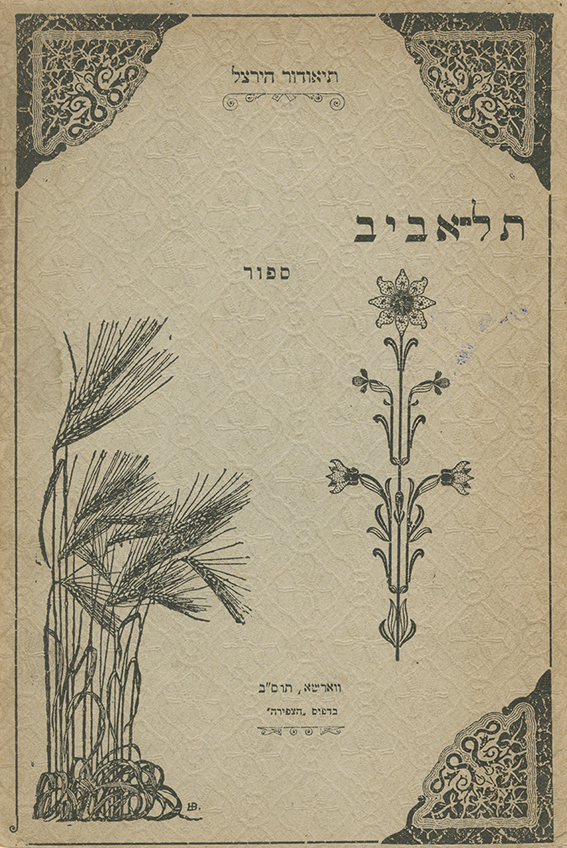
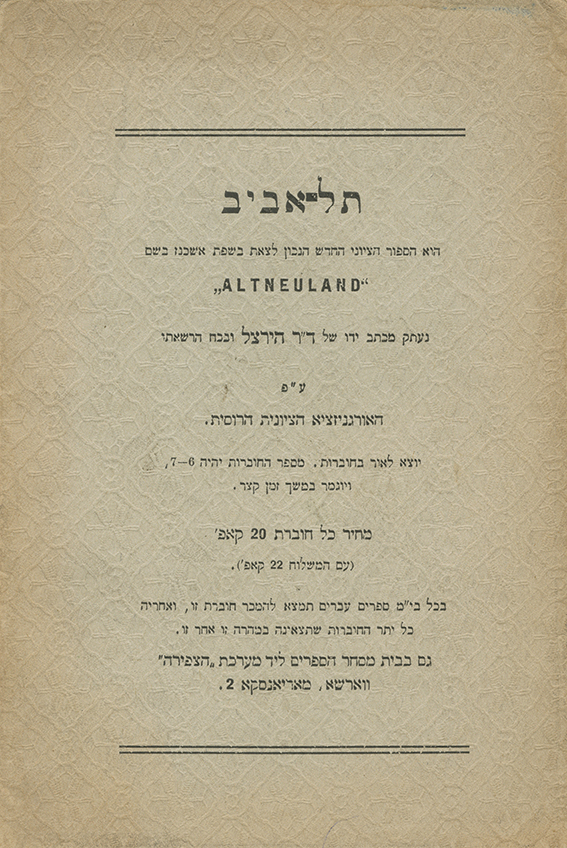

## Detalhes da publicação
- 1902, Alemanha, Hermann Seemann Nachfolger, Leipzig, capa dura (primeira edição) (como Altneuland em alemão)
- 1941, EUA, Bloch Publishing, capa dura (traduzido por Lotta Levensohn)
- 1961, Israel, Haifa Publishing, brochura (como Altneuland em alemão)
- 1987, EUA, Random House (ISBN 0-910129-61-4 ), brochura
- 1997, EUA, Wiener (Markus) Publishing (ISBN 1-55876-160-8 ), brochura